# میده سفلا
میده سفلا یک روستا در ایران است که در شهرستان سیرجان واقع شده‌است.